# Promozione Lazio 1980-1981
Nella stagione 1980-1981 la Promozione era sesto livello del calcio italiano (il massimo livello regionale). Qui vi sono le statistiche relative al campionato in Lazio.
Il campionato è strutturato in vari gironi all'italiana su base regionale, gestiti dai Comitati Regionali di competenza. Promozioni alla categoria superiore e retrocessioni in quella inferiore non erano sempre omogenee; erano quantificate all'inizio del campionato dal Comitato Regionale secondo le direttive stabilite dalla Lega Nazionale Dilettanti, ma flessibili, in relazione al numero delle società retrocesse dal Campionato Interregionale e perciò, a seconda delle varie situazioni regionali, la fine del campionato poteva avere degli spareggi sia di promozione che di retrocessione.

## Girone A

### Classifica finale
|  | Pos. | Squadra                                   | Pt | G  | V  | N  | P  | GF | GS | DR  |
|  | ---- | ----------------------------------------- | -- | -- | -- | -- | -- | -- | -- | --- |
|  | 1.   | G.S. Montespaccato, Roma                  | 39 | 30 | 13 | 13 | 4  | 33 | 17 | +16 |
|  | 2.   | Pol. Tor Sapienza, Roma                   | 37 | 30 | 12 | 13 | 5  | 33 | 19 | +14 |
|  | 3.   | Pol. Fortitudo Libertas Campidoglio, Roma | 37 | 30 | 10 | 17 | 3  | 32 | 22 | +10 |
|  | 4.   | Pol. Villalba, Guidonia Montecelio        | 35 | 30 | 11 | 13 | 6  | 32 | 24 | +8  |
|  | 5.   | A.S. Cerveteri, Cerveteri                 | 35 | 30 | 11 | 13 | 6  | 28 | 23 | +5  |
|  | 6.   | Pol. Tivoli, Tivoli Terme                 | 33 | 30 | 8  | 17 | 5  | 20 | 14 | +6  |
|  | 7.   | G.C. La Rustica, Roma                     | 32 | 30 | 9  | 14 | 7  | 31 | 28 | +3  |
|  | 8.   | C.R.A.L. Az.Agr. Maccarese, Maccarese     | 29 | 30 | 8  | 13 | 9  | 34 | 35 | -1  |
|  | 9.   | A.S. Campagnano, Campagnano di Roma       | 28 | 30 | 7  | 14 | 9  | 23 | 26 | -3  |
|  | 10.  | U.S. Ostia Mare, Lido di Ostia            | 28 | 30 | 8  | 12 | 10 | 27 | 25 | +2  |
|  | 11.  | Pol. Acilia, Acilia                       | 26 | 30 | 8  | 10 | 12 | 27 | 25 | +2  |
|  | 12.  | A.S. Gama Giardinetti, Roma               | 26 | 30 | 7  | 12 | 11 | 26 | 33 | -7  |
|  | 13.  | U.S. Ladispoli, Ladispoli                 | 26 | 30 | 7  | 12 | 11 | 20 | 31 | -11 |
|  | 14.  | U.S. Mirtense, Poggio Mirteto             | 25 | 30 | 9  | 8  | 13 | 24 | 35 | -11 |
|  | 15.  | U.S. Astrea, Roma                         | 25 | 30 | 6  | 13 | 11 | 21 | 32 | -11 |
|  | 16.  | A.S. O.C.R.E.S. Moca, Guidonia Montecelio | 19 | 30 | 3  | 13 | 14 | 19 | 43 | -24 |

## Spareggio promozione
A Roma il 31-5-1981 Tor Sapienza-Fortitudo 2-1

## Girone B

### Classifica finale
|  | Pos. | Squadra                                    | Pt | G  | V  | N  | P  | GF | GS | DR  |
|  | ---- | ------------------------------------------ | -- | -- | -- | -- | -- | -- | -- | --- |
|  | 1.   | Pol. Gaeta, Gaeta                          | 44 | 30 | 17 | 10 | 3  | 51 | 22 | +29 |
|  | 2.   | A.S. Cynthia, Genzano di Roma              | 41 | 30 | 15 | 11 | 4  | 37 | 14 | +17 |
|  | 3.   | U.S. Rocca di Papa Canarini, Rocca di Papa | 39 | 30 | 14 | 11 | 5  | 43 | 14 | +19 |
|  | 4.   | G.S. Colleferro, Colleferro                | 36 | 30 | 13 | 10 | 7  | 36 | 23 | +13 |
|  | 5.   | G.S. Vis Sezze, Sezze                      | 32 | 30 | 13 | 6  | 11 | 45 | 36 | +9  |
|  | 6.   | S.S. Ariccia, Ariccia                      | 32 | 30 | 8  | 16 | 6  | 29 | 24 | +5  |
|  | 7.   | S.S. Pro Cisterna, Cisterna di Latina      | 31 | 30 | 11 | 9  | 10 | 36 | 25 | +11 |
|  | 8.   | Pol. S.I.R.S. Frascati, Frascati           | 31 | 30 | 9  | 13 | 8  | 38 | 31 | +7  |
|  | 9.   | A.S. Valmontone, Valmontone                | 28 | 30 | 11 | 6  | 13 | 33 | 38 | -5  |
|  | 10.  | S.S. Scauri, Scauri di Minturno            | 27 | 30 | 8  | 11 | 11 | 27 | 35 | -8  |
|  | 11.  | S.S. Naddeo Vivace, Grottaferrata          | 27 | 30 | 10 | 7  | 13 | 38 | 50 | -12 |
|  | 12.  | A.S. Ceccano, Ceccano                      | 27 | 30 | 9  | 9  | 12 | 28 | 47 | -19 |
|  | 13.  | A.C. Aprilia, Aprilia                      | 26 | 30 | 10 | 6  | 14 | 25 | 43 | -18 |
|  | 14.  | Pol. La Subiaco, Subiaco                   | 25 | 30 | 6  | 13 | 11 | 27 | 35 | -8  |
|  | 15.  | U.S. Virtus Pomezia, Pomezia               | 20 | 30 | 5  | 10 | 15 | 26 | 46 | -20 |
|  | 16.  | S.S. Semprevisa, Carpineto Romano          | 14 | 30 | 3  | 8  | 19 | 21 | 56 | -35 |

Verdetti
- Cynthia e Colleferro sono successivamente ammesse in Interregionale a completamento organici.
- Virtus Pomezia retrocesso in Prima Categoria e successivamente riammesso.